# Een landingspoging op Newfoundland en andere verhalen
Een landingspoging op Newfoundland en andere verhalen is de derde novellebundel van de Nederlandse auteur Willem Frederik Hermans, verschenen in november 1957. De bundel telt zes novellen die geschreven zijn van 1947 tot 1957. Sommige novellen zijn sterk surrealistisch, andere houden zich aan een meer realistische beschrijving van de verhaalwereld. Een vaak bestudeerd verhaal is 'De blinde fotograaf', dat de bundel afsluit.

## Inhoud
De bundel bestaat uit zes verhalen en novellen die geschreven zijn van 1947 tot 1957:
- 'Een landingspoging op Newfoundland' (1952)
- 'Een veelbelovende jongeman' (1949)
- 'Het fossiel' (1947)
- 'De teddybeer' (1955)
- 'Laura en de grammofoonplaat' (1956)
- 'De blinde fotograaf' (1957)

Het titelverhaal, verreweg het kortste uit de bundel, en 'Een veelbelovende jongeman', dat ongeveer de helft van de bundel beslaat, spelen zich af op Newfoundland en in Canada. In 'Het fossiel' staat een dal centraal waar grondontginning plaatsvindt. De dreigende ondergang van het door explosies geteisterde complex en het optreden van een ingenieur herinneren Ed Popelier aan de novelle 'Atonale' uit de verhalenbundel Moedwil en misverstand van 1948. 'De blinde fotograaf', dat volgens Popelier 'alle kenmerken van Hermans' wereldbeeld vertoont', speelt zich af in het smalste huis van Amsterdam. 'De teddybeer' heeft het sinterklaasfeest als onderwerp.
Volgens onderzoeker Michel Dupuis vallen de verhalen in twee soorten genres uiteen: enerzijds zijn er surrealistische novellen, met 'De teddybeer' als meest uitgesproken voorbeeld, anderzijds is er de 'meer traditionele' novelle 'Een veelbelovende jongeman', dat Dupuis omschrijft als 'een klassieke Bildungsroman in klein formaat', hoewel dit verhaal ook niet vrij is van 'toetsen van groteske karikatuur'. De andere verhalen zouden zich tussen deze veronderstelde extremen in bevinden.

## Publicatiegeschiedenis
Het oudste verhaal in de bundel, 'Het fossiel', dateert uit 1947, nog voor de twee eerdere novellebundels van de auteur. Het heette nog 'Natuurbad versus fabriek' toen de auteur het in 1950, samen met 'Een veelbelovende jongeman', inzond naar het Nieuw Vlaams Tijdschrift. Redactiesecretaris Hubert Lampo reageerde positief, maar dat gold niet voor zijn redactiecollega's. Lampo nam de verdediging van de inzending op zich en formuleerde de beschuldiging 'dat onze confraters deze kopij niet gelezen hebben'. Een nieuwe beoordelingsronde leidde alleen tot acceptatie van 'Natuurbad versus fabriek', dat in het decembernummer van het NVT verscheen.
'Een veelbelovende jongeman' werd geschreven in 1948 en 1949 en niet in zijn geheel voorgepubliceerd. Wel diende een fragment van ongeveer zeshonderd woorden als de maandelijkse bijdrage die Hermans van 1955 tot 1957 aan het sociaaldemocratische dagblad Het Vrije Volk leverde, waar het op 3 april 1956 in verscheen onder de titel 'De beschaving staat niet stil'.
Het titelverhaal 'Een landingspoging op Newfoundland', verscheen in Het Parool van 22 maart 1952, de dag nadat het volgens de ondertekening in de bundel was afgerond. Het werd in de krant opgedragen aan Arie Mout, Hermans' advocaat in het proces rond de roman Ik heb altijd gelijk. Volgens een brief van de auteur was dat proces ook de aanleiding voor de krant hem om een verhaal te vragen, omdat de krant haar lezers iets wilde aanbieden van een schrijver die 'in het nieuws' was.
'De teddybeer' is het op een na langste verhaal en werd in 1955 geschreven. In hetzelfde jaar verscheen het in het september-oktobernummer van het tijdschrift Podium.
'Laura en de grammofoonplaat' dateert uit 1956 en werd datzelfde jaar in het juli-augustusnummer van Podium gepubliceerd.
Het laatste verhaal, 'De blinde fotograaf', werd in februari 1957 geschreven en verscheen in het mei-juninummer van Podium.
Op 1 augustus 1957 retourneerde Hermans het contract voor de novellebundel aan uitgever G.A. van Oorschot. Het eerste woord van de titel was nog in meervoud, 'Landingspogingen', en de bundel zou ook nog de novelle 'De schoorsteenveger' bevatten. Dit verhaal werd op het laatste moment geschrapt, nog na de drukproefcorrectie. Het boek (JS 137) verscheen halverwege november in een oplage van tweeduizend exemplaren, gebonden in een linnen stofomslag ontworpen door Helmut Salden. De tweede druk (JS 138) verscheen in mei 1967 in de reeks De Witte Olifant van Van Oorschot. Het omslag was van Nicolaas Wijnberg en de oplage bedroeg 3894 exemplaren. De derde druk (JS 139) verscheen in juni 1971, met een nieuw omslag van Wijnberg en op de achterkant een foto van de auteur door Jutka Rona. De oplage bedroeg 3848 exemplaren. Als vierde druk (JS 140) geldt de in 1972 verschenen 'verborgen herdruk' in een oplage van 2733 en als vijfde druk (JS 141) de in 1976 verschenen 'verborgen herdruk' van 1769 exemplaren. De zesde druk (JS 142) verscheen in maart 1978 met een omslag van Salden en een auteursfoto van Gerald Dauphin. De oplage bedroeg 2040 exemplaren. De zevende druk (JS 143) verscheen in juni 1980 met een omslag van Gerrit Noordzij en de auteursfoto van Dauphin. De oplage staat niet vermeld. De achtste druk (JS 144) verscheen in december 1983 met het omslag van Noordzij. De oplage staat niet vermeld. De negende, herziene en opnieuw gezette druk (JS 145) verscheen in juli 1995 in een oplage van 1650. 
In 2006 werd de bundel samen met de twee eerdere opgenomen in deel 7 van Hermans' Volledige werken.

## Verfilming
In 1973 werd de novelle 'De blinde fotograaf' verfilmd door Adriaan Ditvoorst.

### Studies
- Dupuis, Michel (1985). Hermans' dynamiek. De romanwereld van W.F. Hermans. 's-Gravenhage: Uitgeverij BZZTôH
- Huygens Instituut der Koninklijke Nederlandse Akademie der Wetenschappen. 'De ontstaans- en publicatiegeschiedenis van Een landingspoging op Newfoundland en andere verhalen (1957)'. In: Willem Frederik Hermans, Volledige werken deel 7. Verhalen en novellen. Amsterdam: De Bezige Bij/Van Oorschot, 2006, 659-673
- Otterspeer, Willem (2010). Hermans in hout. De Canadese avonturen van Willem Frederik Hermans. Z.pl.: De Bezige Bij
- ---- (2013). De mislukkingskunstenaar. Willem Frederik Hermans. Biografie, deel 1 (1921-1952). Amsterdam: De Bezige Bij 2013. ISBN 9789023476610
- Popelier, Ed (1979). Willem Frederik Hermans. Reeks: Grote ontmoetingen. Literaire monografieën. Brugge en Nijmegen: Uitgeverij Orion en Uitgeverij B. Gottmer